# Francois Botha
Francois "Frans" Botha (ur. 28 września 1968 w Witbank) – południowoafrykański bokser i kickbokser wagi ciężkiej. Były mistrz WBF.

## Kariera sportowa

### Boks
Botha przeszedł na zawodowstwo w 1990 roku. W 1991 roku został mistrzem Transwalu. Cztery lata później, dzięki serii 35 zwycięstw z rzędu, otrzymał szansę walki o wakujący tytuł mistrza świata IBF przeciwko Axelowi Schultzowi (ówczesny bilans 21-2-1). 15 grudnia 1995 roku w Stuttgarcie pokonał Niemca przez niejednogłośną decyzję. Po walce w próbce moczu Afrykanera znaleziono ślady sterydu nandrolonu. Lekarze Bothy twierdzili, że przepisali mu nandrolon w celu leczenia kontuzji barku, a podana dawka nie miała wpływu na wynik walki. IBF uznała te wyjaśnienia za wiarygodne i utrzymała wynik walki w mocy. Schultz pozwał IBF i Bothę przed amerykański sąd. W rezultacie procesu Bothę zdyskwalifikowano i odebrano mu tytuł, a walkę uznano za nieodbytą.
Na ring powrócił po niemal rocznej przerwie, aby ponownie walczyć o mistrzostwo IBF – tym razem przeciwko Michaelowi Moorerowi (37-1-0). Przegrał przez techniczny nokaut w dwunastej rundzie.
W 1999 roku zmierzył się z Mikiem Tysonem (45-3-0). Mimo że Botha kontrolował walkę, Tyson znokautował go w piątej rundzie kontrującym prawym.
Potem Botha jeszcze dwukrotnie walczył o mistrzostwo świata. W 2000 roku uległ Lennoxowi Lewisowi (36-1-1) w pojedynku o pasy czempiona WBC, IBF i IBO, a w 2002 Władimirowi Kliczko (37-1-0) w walce o pas WBO. Obie walki przegrał przez techniczny nokaut. Po walce z Kliczką stoczył jeszcze jedną walkę i zakończył karierę boksera.

### Kick-boxing
W 2003 roku podpisał kontrakt z K-1 – najbardziej prestiżową organizacją kick-boxingu na świecie. Nie mając doświadczenia ani odpowiedniego przygotowania (opierał się prawie wyłącznie na klasycznych technikach bokserskich), przegrał większość pojedynków. Mimo to, dwukrotnie wystąpił w finałowym turnieju K-1. W Finale World GP 2003 w ćwierćfinałowej walce przegrał z Cyrilem Abidi. Natomiast w Finale World GP 2004 doszedł do półfinału, gdzie po wyrównanym boju uległ obrońcy tytułu Remy’emu Bonjasky’emu. Botha wygrywał walkę i był bliski sprawienia jednej z największych sensacji w historii K-1. Jednak w końcowych sekundach walki Holendrowi udało się trafić reprezentanta RPA kopnięciem okrężnym w głowę i zaliczyć nokdaun. Ostatnią walkę w K-1 WGP stoczył w 2006 roku.
Po odejściu z K-1 Botha walczył dla mniejszych organizacji kickbokserskich. W kwietniu 2008 roku na gali KHAN w Seulu pokonał Kaoklaia Kaennorsinga, a we wrześniu podczas WFC 7 przegrał z Gregorym Tonym.

### Powrót do boksu
W 2007 roku Botha skorzystał z oferty mało znaczącej organizacji World Boxing Foundation i po blisko pięcioletniej przerwie stoczył zwycięską walkę z Australijczykiem Bobem Miroviciem (28-18-2). Jej stawką był tymczasowy tytuł mistrza świata WBF w wadze ciężkiej. O regularne mistrzostwo Botha miał walczyć 30 listopada 2008 roku z Dannym Williamsem. Do walki tej jednak nie doszło, gdyż trzy tygodnie przed planowanym pojedynkiem Williams niespodziewanie został znokautowany przez Alberta Sosnowskiego. W końcu o mistrzowski pas Botha zmierzył się z Amerykaninem Ronem Guerrero (20-15-3). 6 lutego 2009 roku pokonał go w Potchefstroom przez jednogłośną decyzję sędziów. Następnie z trudem obronił tytuł, pokonując 15 maja w Magdeburgu przez niejednogłośną decyzję Niemca Timo Hoffmanna (38-6-1). Kolejną obronę miał stoczyć 24 października w Dessau przeciwko Pedro Carriónowi (8-1-0). W przeddzień walki część działaczy WBF dokonała secesji, powołując konkurencyjną organizację World Boxing Federation. Botha przeniósł się do niej i jego pojedynek z Carriónem był już pod egidą WBFed (WBF pozbawiła go potem swojej wersji tytułu). Walka zakończyła się remisem, a Botha ocenił ją jako "najgorszą w karierze".
20 lutego 2010 roku miał wystąpić przy 80-tysięcznej widowni w stolicy Ugandy Kampali przeciwko Evanderowi Holyfieldowi (42-10-2). Do walki tej jednak nie doszło z przyczyn finansowych. W konsekwencji gala została przeniesiona na 10 kwietnia 2010 roku do Thomas and Mack Center w Las Vegas. Holyfield pokonał Bothę przez TKO w 8. rundzie i został nowym mistrzem WBFed.
Drugą szansę zdobycia mistrzostwa World Boxing Federation Botha otrzymał w 2011 roku po tym, jak Holyfield zrezygnował z pasa. 43-letni Afrykaner zmierzył się o nie 19 listopada w Johannesburgu z Michaelem Grantem (47-4-0). Botha wygrywał walkę na punkty aż do ostatniej, 12. rundy, kiedy to na kilkadziesiąt sekund przed jej zakończeniem został znokautowany prawym prostym Amerykanina.
13 czerwca 2013 przegrał przed techniczny nokaut w drugiej rundzie ośmiorundowym pojedynku z Nowozelandczykiem Josephem Parkerem.
15 marca 2014 roku na gali "Wojak Boxing Night"  w Arłamowie, Botha przegrał przez techniczny nokaut w piątej rundzie z Polakiem  Andrzejem Wawrzykiem.